# Miroslav Barvík
Miroslav Barvík, né le 14 septembre 1919 à Lužice et mort le 2 mars 1998 à Brno, est un compositeur tchèque.

## Biographie
Miroslav Barvík étudie avec Václav Kaprál au conservatoire de Brno et avec Vítězslav Novák. En 1948, il est nommé directeur du Conservatoire de Prague et, en 1966, il est directeur Théâtre national de Brno. Sa musique adopte les principes du réalisme socialiste en préconisant une accessibilité immédiate et une couleur nationale évidente. Dans ce style, il a écrit des cantates politico-patriotiques. Son œuvre chorale Hands Off Korea fustige la participation des armées américaines et non-coréennes à la guerre de Corée.

## Œuvres musicales
- Chant de la patrie (1944)
- Merci à l'Union soviétique (1946)
- Hands Off Korea

## Œuvres littéraires
- Musique des révolutionnaires (Prague, 1964)
- Jak poslouchat hudbu (Prague, 1961 ; 2e éd. 1962)
- Hovory o hudbe (Prague, 1961)